# Саут-Веллі-Стрім (Нью-Йорк)
Саут-Веллі-Стрім (англ. South Valley Stream) — переписна місцевість (CDP) в США, в окрузі Нассау штату Нью-Йорк. Населення — 6386 осіб (2020).

## Географія
Саут-Веллі-Стрім розташований за координатами 40°39′21″ пн. ш. 73°43′7″ зх. д. / 40.65583° пн. ш. 73.71861° зх. д. (40.655775, -73.718564).  За даними Бюро перепису населення США в 2010 році переписна місцевість мала площу 2,26 км², уся площа — суходіл.

## Демографія
Згідно з переписом 2010 року, у переписній місцевості мешкали 5962 особи в 1969 домогосподарствах у складі 1554 родин. Густота населення становила 2637 осіб/км².  Було 2043 помешкання (904/км²).
Расовий склад населення:
| - 51,9 % — білих - 23,1 % — чорних або афроамериканців - 18,1 % — азіатів - 0,3 % — корінних американців - 4,4 % — осіб інших рас |

До двох чи більше рас належало 2,2 %. Частка іспаномовних становила 9,8 % від усіх жителів.
За віковим діапазоном населення розподілялося таким чином: 23,9 % — особи молодші 18 років, 60,4 % — особи у віці 18—64 років, 15,7 % — особи у віці 65 років та старші. Медіана віку мешканця становила 42,5 року. На 100 осіб жіночої статі у переписній місцевості припадало 92,1 чоловіків;  на 100 жінок у віці від 18 років та старших — 87,6 чоловіків також старших 18 років.
Середній дохід на одне домашнє господарство  становив 124 176 доларів США (медіана — 111 189), а середній дохід на одну сім'ю — 133 437 доларів (медіана — 116 599). Медіана доходів становила 69 946 доларів для чоловіків та 58 902 долари для жінок. За межею бідності перебувало 6,4 % осіб, у тому числі 7,8 % дітей у віці до 18 років та 0,8 % осіб у віці 65 років та старших.
Цивільне працевлаштоване населення становило 3311 осіб. Основні галузі зайнятості: освіта, охорона здоров'я та соціальна допомога — 26,8 %, науковці, спеціалісти, менеджери — 17,2 %, мистецтво, розваги та відпочинок — 11,2 %, роздрібна торгівля — 9,1 %.